# Глиниця (річка)
Глини́ця — річка в Україні, в межах Чернівецького районів Чернівецької області. Права притока Пруту (басейн Дунаю). 

## Опис
Довжина 21 км, площа водозбірного басейну 141 км². Долина порівняно глибока і вузька (за винятком пригирлової частини). Річище слабозвивисте, в пониззі більш звивисте. Заплава двобічна. Споруджено кілька ставків.

## Розташування
Глиниця бере початок неподалік від північно-східної околиці міста Сторожинця. Тече в межах Чернівецької височини спершу переважно на північний захід, далі — на північ. Впадає до Пруту біля північної околиці села Глиниця. 
Над річкою розташовані села: Старі Бросківці, Бобівці, Драчинці, Глиниця.

## Притоки
- Кабена — ліва притока
- Вівтар — права притока у Кам'янській сільській громаді. Бере початок на північному сході від Старих Бросківців. Тече переважно на південний захід і у селі Нові Бросківці впадає у Глиниицю.[1].